# Radfahr-Jäger-Brigade 10
De Radfahr-Jäger-Brigade 10 was een Duitse infanteriebrigade tijdens de Tweede Wereldoorlog. Deze brigade was mobiel gemaakt door middel van fietsen. Op de door vluchtelingen overspoelde wegen van Oost-Pruisen was dat eigenlijk een zeer goed functionerende manier van snel verplaatsen.

## Geschiedenis
De brigade werd opgericht in januari 1945 in Wehrkreis I, na een bevel vanuit het OKH van 10 december 1944. De staf kwam uit de staf van de opgeheven 18e Pantsergrenadierbrigade. Het I. Bataillon ontstond uit de Aufklärungs-Lehr-Abteilung 1.
De brigade werd vanaf 26 januari 1945 ingezet bij Packhausen (westelijk van Mehlsack). De brigade was daarmee vanaf het begin ingezet in de Heiligenbeil-pocket en bevond zich telkens aan het zuidwestelijke front van deze pocket. De brigade werd tot eind maart 1945 teruggedreven richting de kust. De resten werden uiteindelijk eind maart over het Frisches Haff geëvacueerd en overgebracht naar de Frische Nehrung. 
Op 31 maart werden de resten van de brigade op de Frische Nehrung ingevoegd in de 28e Jägerdivisie. Daarmee was de Radfahr-Jäger-Brigade 10 opgeheven.

## Bovenliggende bevelslagen
| Legerkorps    | Leger    | Legergroep        | Plaats/regio | Begin           | Eind          |
| ------------- | -------- | ----------------- | ------------ | --------------- | ------------- |
| 6e Legerkorps | 4. Armee | Heeresgruppe Nord | Heiligenbeil | 26 januari 1945 | 31 maart 1945 |

## Commandanten
| Rang           | Naam             | Begin            | Eind          |
| -------------- | ---------------- | ---------------- | ------------- |
| Oberstleutnant | Joachim Briegleb | 12 december 1944 | 31 maart 1945 |

## Samenstelling
- 3 bataljons met elk 5 compagnieën
- Artillerie Abteilung 510
- Brigade eenheden nr 1510